# 1976年ポルトガル共和国大統領選挙
1976年ポルトガル共和国大統領選挙（1976ねんポルトガルきょうわこくだいとうりょうせんきょ、ポルトガル語: Eleições presidenciais portuguesas de 1976）は、1976年6月27日にポルトガルで行われ大統領選挙である。

## 概要
1974年4月25日のカーネーション革命後、翌年4月25日に行われた制憲議会選挙で選ばれた議員によって発足した制憲議会で社会主義的色彩が濃い新憲法草案が1976年4月2日に採択され、同月25日に新憲法に基づいて実施された共和国議会選挙に引き続き、民政移管への最終関門として6月27日に行われた大統領選挙である。

## 選挙データ

### 大統領
- 選挙前：フランシスコ・ダ・コスタ・ゴメス
- 選挙後：アントニオ・エアネス

### 投票日
- 1976年6月27日

### 選挙制度
- 2回投票制

第1回投票で有効投票の過半数を得た候補がいない場合は、上位2名で決選投票が行われる。

#### 投票方法
- 秘密投票、単記投票、1票制

#### 選挙権
- 18歳以上のポルトガル国民

#### 被選挙権
- 35歳以上のポルトガル国民

立候補には7,500人から15,000人の署名を憲法裁判所に提出する必要がある。3選禁止。

#### 有権者数
- 6,467,480

## 選挙活動

### 候補者
| 無所属                                 | 無所属                           | 無所属                               | ポルトガル共産党     |
| アントニオ・ラマーリョ・エアネス       | オテロ・デ・カルヴァーリョ       | ジョゼ・ピニェイロ・デ・アゼヴェード | オクタヴィオ・パト   |
|                                        |                                  |                                      |                      |
| 陸軍参謀総長                           | 前国土治安作戦司令官             | 首相（第104代）                      | 党中央委員会政治局員 |
| 社会党、人民民主党、民主社会中道が支援 | 革命的統一戦線など極左勢力が支援 |                                      |                      |

## 選挙結果
2か月前の議会選挙で上位を占めたPSとPPD、CSDが支持し、広範な支持を集めたアントニオ・エアネス陸軍参謀総長が極左勢力の支持を受けたオテロ前国土治安作戦部司令官、首相で独立候補のアゼヴェード、PCP中央政治局員のオクタヴィオ・パトを圧倒的な大差で抑えて、新生民主国家となったポルトガル共和国の初代大統領に当選した。

### 候補者別得票結果
| 候補者               | 候補者                               | 所属政党             | 得票数    | 得票率 |
| -------------------- | ------------------------------------ | -------------------- | --------- | ------ |
|                      | アントニオ・ラマーリョ・エアネス     | 無所属               | 2,967,137 | 61.59% |
|                      | オテロ・デ・カルヴァーリョ           | 無所属               | 792,760   | 16.46% |
|                      | ジョゼ・ピニェイロ・デ・アゼヴェード | 無所属               | 692,147   | 14.37% |
|                      | オクタヴィオ・パト                   | ポルトガル共産党     | 365,586   | 7.59%  |
| 総計                 | 総計                                 | 総計                 | 4,817,630 | 100.0% |
| 有効投票数（有効率） | 有効投票数（有効率）                 | 有効投票数（有効率） | 4,817,630 | 98.70% |
| 無効票数（無効率）   | 無効票数（無効率）                   | 無効票数（無効率）   | 43,242    | 0.89%  |
| 白票数（白票率）     | 白票数（白票率）                     | 白票数（白票率）     | 20,253    | 0.41%  |
| 投票総数（投票率）   | 投票総数（投票率）                   | 投票総数（投票率）   | 4,881,125 | 75.47% |
| 棄権者数（棄権率）   | 棄権者数（棄権率）                   | 棄権者数（棄権率）   | 1,586,355 | 24.53% |
| 有権者数             | 有権者数                             | 有権者数             | 6,467,480 | 100.0% |
| 出典：CNE            |                                      |                      |           |        |

### 地区別得票結果
エアネス　　　：   30-40%    40-50%    50-60%    60-70%    70-80%    80-90%    >90%
カルヴァーリョ：   30-40%    40-50%    50-60%    60-70%
パト　　　　　：   30-40%    40-50%